# Тура
Вижте пояснителната страница за други значения на Тура.
Тура̀, по-рано тугра (от персийски: طغراء през турски: tuğra), е калиграфски печат или подпис от времето на Османската империя, използван за узаконяване на султански фермани.

## История
Султанските тури включват пълното име на султана и неговата титла, като са изобразени в сложна плетеница, съставени от нишанджии (калиграфи). Както и личните печати на европейските монарси, така и турите са поставяни върху монетите и пощенските марки, издавани от Османската империя. Турите на османските султани са поставяни върху герба на Османската империя.
Турите играят ролята на картушите в Древен Египет. Всеки османски султан е притежавал своя индивидуална уникална тура. Те са били разпространени и в други тюркски държави, като Казанското ханство. По-късно турите продължават да се използват от татарите в Руската империя.
В днешни дни турата продължава умело да се изработва. Така например свои тури имат руският президент Владимир Путин и японският император Акихито.

## Страна на монетата
В българския език „тура“ се нарича страна на монетата, на която има изобразен герб или образ, както някога е стояла турата на султана върху османските монети. Другата страна на монетата се казва „ези“ и произлиза от турската дума yazı, означаваща „написан текст, писменост".

## Тури на османските султани
- Галерия
- Тура на герба на Османската империя
- Първата тура на Орхан I
- Тура на Сюлейман Великолепни
- Тура на Селим III
- Тура на Абдул Хамид II
- Тура на Мехмед V като част от звезда Галиполи